# Carpodetus fuscus
Carpodetus fuscus är en tvåhjärtbladig växtart som beskrevs av John Raymond Reeder. Carpodetus fuscus ingår i släktet Carpodetus och familjen Rousseaceae. Inga underarter finns listade i Catalogue of Life.